# Asota philippina
Asota philippina là một loài bướm đêm trong họ Erebidae.